# Les 7 Laux
Les 7 Laux (Les Sept Laux) is een wintersportgebied in de Franse Alpen, meer bepaald in het Belledonnemassief in het departement Isère. Het omvat twee skistations in de Grésivaudan (Prapoutel en Pipay, respectievelijk in de gemeenten Les Adrets en Theys) en een in de vallei van Haut Bréda (Le Pleynet in Le Haut-Bréda). Les 7 Laux telt 22 liften en zo'n 50 skipistes en wordt uitgebaat door de onderneming SEMT7L. 
Andere skigebieden in de omgeving zijn Les Sybelles ten oosten, Alpe d'Huez ten zuidzuidoosten, Chamrousse ten zuidzuidwesten en Saint-Pierre-de-Chartreuse–Le Planolet ten noordwesten, aan de overzijde van de Grésivaudan.